# Tapitzalá Número Dos
Tapitzalá Número Dos är en ort i Mexiko.   Den ligger i kommunen Amatenango de la Frontera och delstaten Chiapas, i den sydöstra delen av landet, 900 km sydost om huvudstaden Mexico City. Tapitzalá Número Dos ligger 697 meter över havet och antalet invånare är 407.
Terrängen runt Tapitzalá Número Dos är kuperad åt nordost, men åt sydväst är den bergig. Tapitzalá Número Dos ligger nere i en dal. Runt Tapitzalá Número Dos är det ganska tätbefolkat, med 80 invånare per kvadratkilometer. Närmaste större samhälle är Frontera Comalapa, 10,0 km norr om Tapitzalá Número Dos. I omgivningarna runt Tapitzalá Número Dos växer huvudsakligen savannskog.